# Otto Adams

Otto Adams

Otto Adams (* 4. September 1887 in Witzhelden; † 30. August 1966 in Essen-Rüttenscheid) war ein deutscher Gewerkschafter und Abgeordneter des Reichstages.

## Leben
Otto Adams, evangelischer Konfession, besuchte ab 1893 in seiner Geburtsstadt und ab 1899 die Volksschule in Essen. Von 1901 bis 1904 absolvierte er dort dann eine Lehre zum Bauschreiner, wie sein Vater es war. Gleichzeitig ging er auf die Fortbildungs-, Fach- und Gewerbeschule. Später nahm er an Lehrgängen der Deutschen Vereinigung in Essen, Bonn und Berlin teil.
1911 wurde er einer der Leiter der national-wirtschafts-friedlichen Arbeiterbewegung und ab 1919 Mitglied des Deutschen Arbeiterbundes, einer Gelben Gewerkschaft in Essen, deren Vorsitzender er 1920 wurde. Gleichzeitig wurde er in den Vorstand der Deutschen Vereinigung des Nationalverbandes deutscher Berufsverbände gewählt. 1920 bis 1928 war er Reichstagsabgeordneter der Deutschen Volkspartei für den Wahlkreis Düsseldorf-Ost. Nachdem er nach 1928 nicht mehr in der Reichstag gewählt worden war, machte er sich als Handelsvertreter selbstständig. Nach dem Zweiten Weltkrieg war er 1945 Mitbegründer des FDP-Bezirksverbandes Ruhrgebiet und des Landesverbandes Rheinland. Zugleich war er als ehrenamtlicher Richter in Essen tätig.

## Ehrungen
- Bundesverdienstkreuz am Bande (30. November 1962)[1]